# Кошеца
Кошеца (словац. Košeca) — село в окрузі Ілава Тренчинського краю Словаччини. Площа села 18,94 км². Станом на 31 грудня 2015 року в селі проживало 2606 жителів.

## Історія
Перші згадки про село датуються 1272 роком.

## Населення
| Рік:            | 1994. | 2004.   | 2014.   | 2024.    |
| --------------- | ----- | ------- | ------- | -------- |
| Кількість осіб: | 2434  | 2474    | 2564    | 2826     |
| Різниця:        |       | +1,64 % | +3,63 % | +10,21 % |

| Рік:            | 2023. | 2024.   |
| --------------- | ----- | ------- |
| Кількість осіб: | 2830  | 2826    |
| Різниця:        |       | -0,14 % |